# Phan Thiết
Phan Thiết () est le chef-lieu de la province de Bình Thuận, au Viêt Nam. Située à 200 km de Hô Chi Minh-Ville (anciennement Saïgon), elle s'étend au sud de la baie de Cam Ranh sur la côte la plus au sud du centre du Viêt Nam, une côte d'immenses plages.
En 2005, elle comptait environ 350 000 habitants.

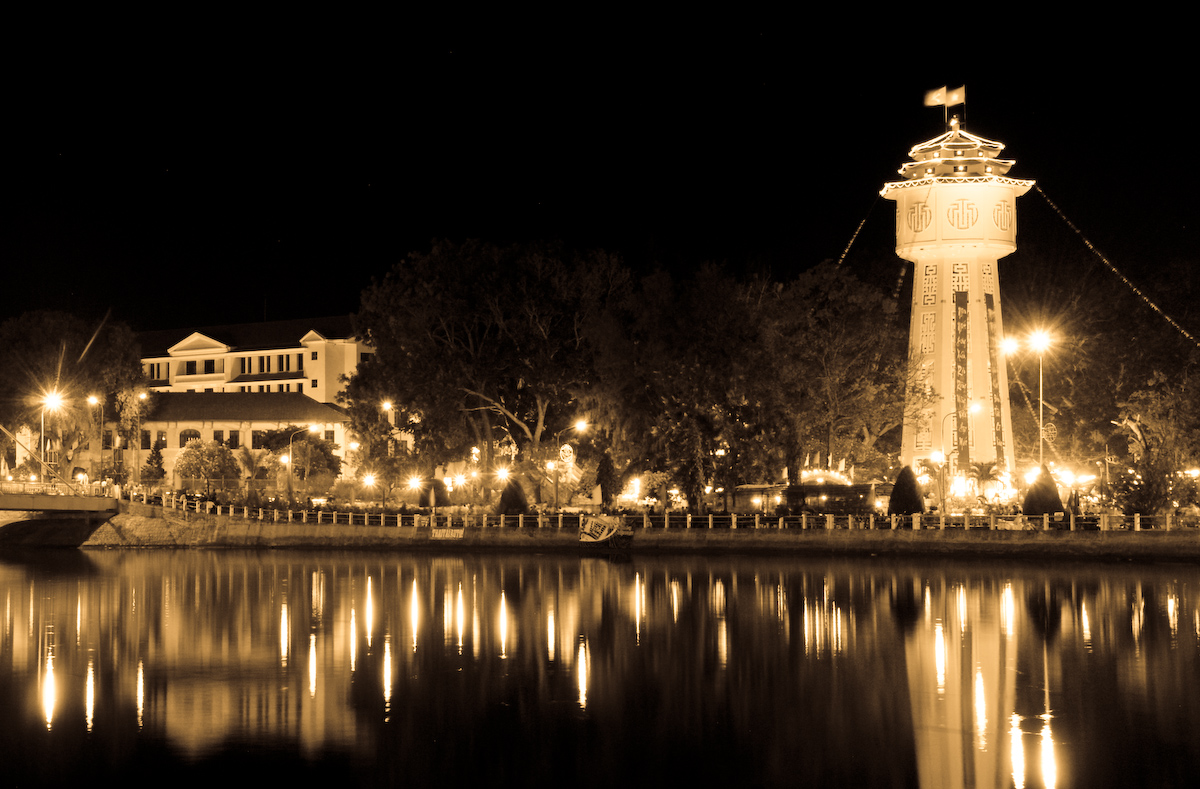
Vue de Phan Thiết (juillet 2010).

## Histoire
Binh Thuan fut une partie du royaume de Champa. C'est pour elle qu'en 1306 le roi Trần Nhân Tông accepta le mariage de la princesse Huyen Chan au roi Jaya Sinhavarman III du royaume de Champa. En 1692, le seigneur Nguyễn Phúc Chu conquit la zone et la nomma Binh Thuan Dinh. 
Durant la décolonisation contre la France, c'est de là que partirent les résistants Phan Châu Trinh et Trần Quý Cáp (en). 
Selon une légende locale, c'est aussi dans la région de Phan Thiêt que Hàn Mặc Tử, le poète défiguré, passa son temps tristement alors qu'il attendait Mong Cam, la femme de ses rêves.

## Monuments et lieux
- À 45 km de Phan Thiết, sur le mont Tà Cú, on accède en téléphérique (dix minutes) ou à pied (deux heures) à un immense bouddha couché de 49 mètres de long, à la poitrine ornée d'une svastika, symbolisant la réalisation des dix mille mérites qui promettent le nirvana.

### Culte
- Cathédrale du Sacré-Cœur (catholique)
- Église Notre-Dame-du-Rosaire de Vinh Thủy (catholique)

## Économie
- Pêche pour la fabrication d'une sauce de poisson réputée.
- Culture des pitaya (fruit du dragon), localement appelé thanh long, des fruits aux écailles rosées et à la chair blanche piquée de grains noirs.
- Tourisme, avec la station balnéaire de Mũi Né.